# Liste des gares de la Charente

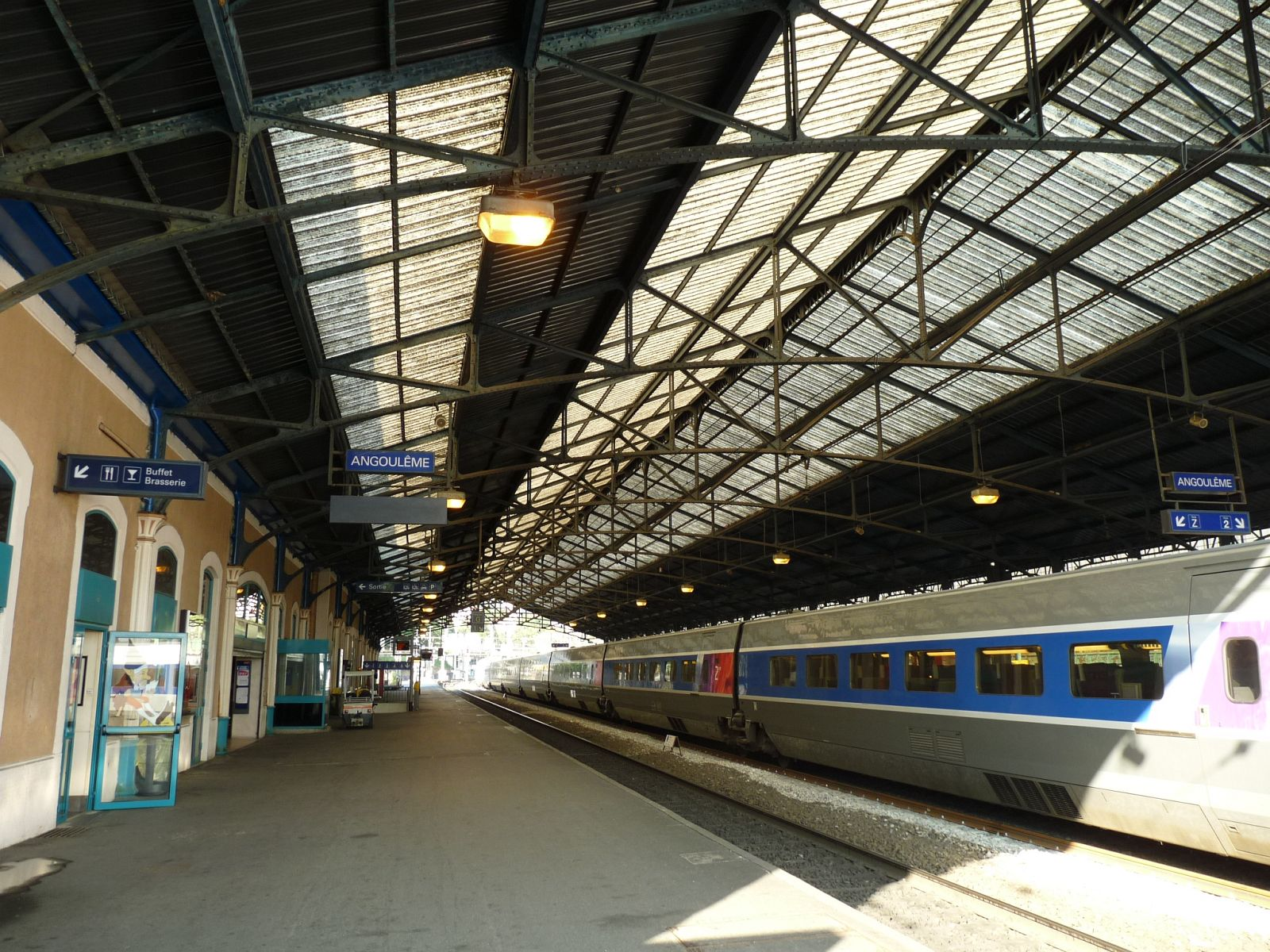
TGV en gare d'Angoulême.

La liste des gares de la Charente, est une liste des gares ferroviaires, haltes ou arrêts, situées dans le département de la Charente, en région Nouvelle-Aquitaine.
Liste actuellement non exhaustive, les gares fermées sont en italique.

## Gares ferroviaires des lignes du réseau national

### Gares ouvertes au trafic voyageurs
- Gare d'Angoulême
- Gare de Chabanais
- Gare de Chalais
- Gare de Chasseneuil-sur-Bonnieure
- Gare de Châteauneuf-sur-Charente
- Gare de Cognac
- Gare de La Couronne
- Gare de Jarnac-Charente
- Gare de Luxé
- Gare de Montmoreau
- Gare de La Rochefoucauld
- Gare de Roumazières-Loubert
- Gare de Ruelle
- Gare de Ruffec

### Gares fermées au trafic voyageurs: situées sur une ligne en service
- Gare d'Ansac
- Gare de Baignes - Touvérac
- Gare de Barbezieux
- Gare de Bourg-Charente
- Gare de Chadeuil
- Gare de Champagne-Mouton
- Gare de Chantillac
- Gare de Charmant
- Gare de Chauffour
- Gare de Chavenat
- Gare de Chazelles
- Gare d'Exideuil-sur-Vienne
- Gare de La Faye
- Gare de Fontafie
- Gare de Garat
- Gare de Garat - Bouëx
- Gare de Gensac-la-Pallue
- Gare de Magnac - Touvre
- Gare de Malaville
- Gare de Manot
- Gare de Marthon
- Gare de Merpins
- Gare de Montboyer
- Gare de Montgoumard
- Gare de Mosnac
- Gare de Mouthiers
- Gare de Nanteuil-en-Vallée
- Gare de Nersac
- Gare de Nieuil
- Gare de Paizay-Naudouin
- Gare de Parcoul - Médillac
- Gare du Quéroy - Pranzac
- Gare de Raix
- Gare de Reignac - Condéon
- Gare de La Rochebeaucourt - Édon
- Gare de Rougnac - Charras
- Gare de Saint-Amand-de-Boixe
- Gare de Saint-Amant-de-Graves - Saint-Simon
- Gare de Saint-Claud-sur-le-Son
- Gare de Saint-Georges-Pougné
- Gare de Saint-Germain - Lessac
- Gare de Saint-Gervais
- Gare de Saint-Laurent - Grand-Madieu
- Gare de Saint-Médard
- Gare de Saint-Même
- Gare de Saint-Michel-sur-Charente
- Gare de Salles - Moussac
- Gare de Sers - Dignac
- Gare de Sillac
- Gare de Sireuil
- Gare de Taponnat
- Gare de Vars
- Gare de Verteuil
- Gare de Vieux-Cérier
- Gare de Villefagnan
- Gare de Viville

### Gares fermées au trafic voyageurs: situées sur une ligne fermée
- Gare de Barbezieux
- Gare de Chazelles
- Gare de Marthon

## Voie étroite

### Gares fermées au trafic voyageurs situées sur une ligne fermée
Ces gares sont les anciennes haltes des réseaux métriques locaux (Chemins de fer départementaux de la Charente, Chemins de fer économiques des Charentes).

## Grandes gares de correspondance en Charente
- Gare d'Angoulême

## Les lignes ferroviaires
- Ligne Paris - Bordeaux
- Ligne Angoulême - Saintes
- Ligne Angoulême - Limoges
- LGV Sud Europe Atlantique

## Les anciennes compagnies ferroviaires
- Compagnie des Charentes
- Compagnie du Chemin de fer de Paris à Orléans ou P.O
- Compagnie des chemins de fer de l'État
- Chemins de fer économiques des Charentes
- Chemins de fer départementaux